# Park Narodowy Komodo
Park Narodowy Komodo – jeden z 50 parków narodowych na terenie Indonezji, utworzony 6 marca 1980 roku. Zamieszkuje go endemiczny gatunek – waran z Komodo.
W 1991 r. park ten został wpisany na listę światowego dziedzictwa UNESCO.

## Wyspy
Obszar parku składa się z setek małych wysepek – również w części zasiedlonych przez warany – i trzech większych wysp, na których koncentruje się ruch turystyczny. Trzy większe wyspy to: Komodo, Rinca, Padar.
W planach jest przyłączenie do parku wysp Banta i Gili Motong, na które coraz częściej dopływają gady. Wyspy te nie są objęte ochroną, co oznacza, że grasują tam kłusownicy, polujący na cenne gady.

## Wody
Od północy archipelag oblewany jest przez wody morza Flores. Wyspy oddzielone są od siebie systemem wielu cieśnin, m.in. przez: Lintah, Sumba, Sape, Molo.

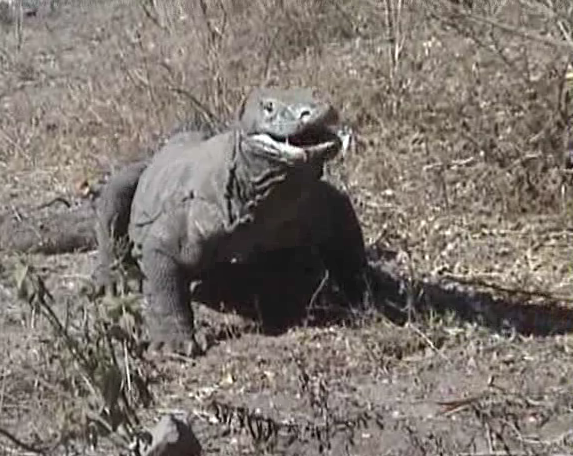
Waran z Komodo

## Fauna
Fauna wysp jest fauną przejściową pomiędzy azjatycką i australijską. Wyspę zamieszkuje wiele tysięcy znanych i mniej znanych gatunków węży, papug, krabów, małp, stawonogów itd. Najbardziej znanym gatunkiem, żyjącym na wyspie jest największa jaszczurka na świecie – waran z Komodo. Jest to gatunek endemiczny, nie występujący nigdzie indziej na świecie.

## Flora
Roślinność wysp stanowią gęste lasy tropikalne.